# Mount Jewett
Mount Jewett é um distrito localizado no estado norte-americano de Pensilvânia, no Condado de McKean.

## Demografia
Segundo o censo norte-americano de 2000, a sua população era de 1070 habitantes.
Em 2006, foi estimada uma população de 1021, um decréscimo de 49 (-4.6%).

## Geografia
De acordo com o United States Census Bureau tem uma área de
6,2 km², dos quais 6,2 km² cobertos por terra e 0,0 km² cobertos por água. Mount Jewett localiza-se a aproximadamente 669 m acima do nível do mar.

## Localidades na vizinhança
O diagrama seguinte representa as localidades num raio de 28 km ao redor de Mount Jewett.